# Andrew Scheinman
Andrew Scheinman est un producteur américain.

## Filmographie partielle
Films réalisés par Rob Reiner, sauf mention contraire
- 1980 : La Fureur sauvage (The Mountain Men), de Richard Lang
- 1980 : La Malédiction de la vallée des rois (The Awakening), de Mike Newell
- 1981 : Modern Romance, d'Albert Brooks
- 1985 : Garçon choc pour nana chic (The Sure Thing)
- 1986 : Stand by me
- 1987 : Princesse Bride (The Princess Bride)
- 1989 : Quand Harry rencontre Sally (When Harry Met Sally)
- 1990 : Misery
- 1992 : Des hommes d'honneur (A Few Good Men)
- 1994 : Little Big League, d'Andrew Scheinman
- 1994 : L'Irrésistible North (North)
- 1996 : Mesure d'urgence (Extreme Measures), de Michael Apted
- 1996 : Les Fantômes du passé (Ghosts of Mississippi)
- 2010 : Un cœur à l'envers (Flipped)